# Інтеграл Лебега
Інтеграл Лебега — це узагальнення інтеграла Рімана на більш широкий клас функцій. Всі функції, визначені на скінченному відрізку числової прямої і інтегровні за Ріманом, є також інтегровні за Лебегом, причому в такому випадку обидва інтеграли збігаються. Однак, існує великий клас функцій, визначених на відрізку і інтегровних за Лебегом, але не інтегровних за Ріманом. Також інтеграл Лебега може застосовуватися до функцій, заданих на довільних множинах.
Ідея побудови інтеграла Лебега полягає в тому, що замість розбиття області визначення підінтегральної функції на частини і написання потім інтегральної суми із значень функції на цих частинах, на інтервали розбивають її область значень, а потім сумують з відповідними мірами міри прообразів цих інтервалів.

## Означення
Інтеграл Лебега визначають індуктивно, переходячи від простіших функцій до складних. Будем вважати, що дано простір з мірою {\displaystyle (X,{\mathcal {F}},\mu )}, і на ньому визначена вимірна функція {\displaystyle f\colon (X,{\mathcal {F}})\to (\mathbb {R} ,{\mathcal {B}}(\mathbb {R} ))}.
Означення 1. Нехай {\displaystyle \,f} — індикатор деякої вимірної множини {\displaystyle f(x)=\mathbf {1} _{A}(x)}, де {\displaystyle A\in {\mathcal {F}}}.
Тоді інтеграл Лебега функції {\displaystyle \,f} за означенням:
{\displaystyle \int \limits _{X}f(x)\,\mu (dx)\equiv \int \limits _{X}f\,d\mu =\mu (A).}
Означення 2. Нехай {\displaystyle \,f} — проста функція {\displaystyle f(x)=\sum \limits _{i=1}^{n}f_{i}\,\mathbf {1} _{F_{i}}(x)}, де {\displaystyle \{f_{i}\}_{i=1}^{n}\subset \mathbb {R} }, а {\displaystyle \{F_{i}\}_{i=1}^{n}\subset {\mathcal {F}}} — скінченне розбиття {\displaystyle \,X} на вимірні множини.
Тоді
{\displaystyle \int \limits _{X}f(x)\,\mu (dx)=\sum \limits _{i=1}^{n}f_{i}\,\mu (F_{i})}.
Означення 3. Нехай тепер {\displaystyle \,f} — невід’ємна функція, тобто {\displaystyle f(x)\geq 0\;\forall x\in X}.
Розглянемо всі прості функції {\displaystyle \,\{f_{s}\}}, такі ,що {\displaystyle f_{s}(x)\leq f(x)\;\forall x\in X}.
Позначимо це сімейство {\displaystyle {\mathcal {P}}_{f}}. Для кожної функції із цього сімейства уже визначений інтеграл Лебега.
Тоді інтеграл від {\displaystyle f} задається формулою:
{\displaystyle \int \limits _{X}f(x)\,\mu (dx)=\sup \left\{\int \limits _{X}f_{s}(x)\,\mu (dx)\;\vert \;f_{s}\in {\mathcal {P}}_{f}\right\}}
Нарешті, якщо функція {\displaystyle f} довільного знаку, то її можна представити у вигляді різниці двох невід’ємних функцій. Дійсно, легко бачити, що:
{\displaystyle \,f(x)=f^{+}(x)-f^{-}(x),}
де
{\displaystyle f^{+}(x)=\max(f(x),0),\;f^{-}(x)=-\min(0,f(x))}.
Означення 4. Нехай {\displaystyle \,f} — довільна вимірна функція.
Тоді її інтеграл задаєтся формулою:
{\displaystyle \int \limits _{X}f(x)\,\mu (dx)=\int \limits _{X}f^{+}(x)\,\mu (dx)-\int \limits _{X}f^{-}(x)\,\mu (dx)}.
Означення 5. Нехай нарешті {\displaystyle A\in {\mathcal {F}}} довільна вимірна множина. Тоді за означенням
{\displaystyle \int \limits _{A}f(x)\,\mu (dx)=\int \limits _{X}f(x)\,\mathbf {1} _{A}(x)\,\mu (dx)},
де {\displaystyle \mathbf {1} _{A}(x)} — індикатор-функція множини {\displaystyle A}.

## Приклад
Розглянемо функцію Діріхле {\displaystyle f(x)\equiv \mathbf {1} _{\mathbb {Q} _{[0,1]}}(x)}, задану на {\displaystyle [0,1]}. Ця функція набуває значення {\displaystyle \,1} у раціональних точках і {\displaystyle \,0} — в ірраціональних. Легко побачити, що {\displaystyle \,f} не інтегровна в сенсі Рімана. Однак, на просторі зі скінченною мірою {\displaystyle ({\mathcal {B}}([0,1]),m)}, де {\displaystyle {\mathcal {B}}([0,1])} — борелівська σ-алгебра на {\displaystyle \,[0,1]}, а {\displaystyle \,m} — міра Лебега, вона є простою функцією, бо набуває тільки двох значень, а тому її інтеграл Лебега визначений і дорівнює:
{\displaystyle \int \limits _{[0,1]}f(x)\,m(dx)=1\cdot m(\mathbb {Q} _{[0,1]})+0\cdot m([0,1]\setminus \mathbb {Q} _{[0,1]})=1\cdot 0+0\cdot 1=0.}
Справді, міра відрізка {\displaystyle [0,1]} дорівнює {\displaystyle 1}. 
Оскільки множина раціональних чисел зліченна, то її міра {\displaystyle m(\mathbb {Q} _{[0,1]})} дорівнює {\displaystyle 0}. 
Значить міра ірраціональних чисел {\displaystyle m([0,1]\setminus \mathbb {Q} _{[0,1]})} дорівнює {\displaystyle 1-0=1}.

## Зауваження
- Так оскільки {\displaystyle \,|f(x)|=f^{+}(x)+f^{-}(x)}, то вимірна функція {\displaystyle \,f(x)} інтегровна за Лебегом тоді й тільки тоді, коли функція {\displaystyle \,|f(x)|} інтегровна за Лебегом. Ця властивість не виконується для інтеграла Рімана;
- Залежно від вибору простору, міри і функції, інтеграл може бути скінченним чи нескінченним. Якщо інтеграл функції скінченний, то функція називається інтегровною за Лебегом.
- Якщо функція визначена на ймовірнісному просторі {\displaystyle (\Omega ,{\mathcal {F}},\mathbb {P} )} і вимірна, то вона називається випадковою величиною, а її інтеграл називають математичним сподіванням чи середнім. Випадкова величина інтегровна, якщо вона має скінченне математичне сподівання.

## Найпростіші властивості інтеграла Лебега
- Інтеграл Лебега лінійний, тобто

{\displaystyle \int \limits _{X}[af(x)+bg(x)]\,\mu (dx)=a\int \limits _{X}f(x)\,\mu (dx)+b\int \limits _{X}g(x)\,\mu (dx)},
де {\displaystyle a,b\in \mathbb {R} } — довільні константи;
- Інтеграл Лебега зберігає нерівності, тобто якщо {\displaystyle 0\leq f(x)\leq g(x)} майже скрізь, і {\displaystyle \,g(x)} інтегровна, то інтегровна і {\displaystyle \,f(x)}, і більш того

{\displaystyle 0\leq \int \limits _{X}f(x)\,\mu (dx)\leq \int \limits _{X}g(x)\,\mu (dx)};
- Інтеграл Лебега не залежить від поведінки функції на множині міри нуль, тобто якщо {\displaystyle \,f(x)=g(x)} майже скрізь, то

{\displaystyle \int \limits _{X}f(x)\,\mu (dx)=\int \limits _{X}g(x)\,\mu (dx)}.

## Збіжність інтегралів Лебега від послідовностей функцій
- Теорема Леві про монотонну збіжність;
- Теорема Лебега про мажоровану збіжність;
- Інтеграл Бохнера;
- Лема Фату.